# 긴수염버섯파리
긴수염버섯파리는 검정날개버섯파리과에 속하는, 균사를 먹고 사는 파리이다. 느타리버섯 농가에서 많이 발생하며 사슴벌레, 장수풍뎅이를 기르는 애완곤충 사육장이나 농장에서도 버섯 폐목을 사용하기 때문에 흔히 볼 수 있다.